# Akatsuki Maru
Die Akatsuki Maru (japanisch あかつき丸) ist ein 2014 in Dienst gestelltes Fährschiff der japanischen Reederei Uwajima Unyu Ferries. Sie steht auf den Strecken von Yawatahama nach Beppu und nach Usuki im Einsatz.

## Geschichte
Die Akatsuki Maru wurde am 25. Oktober 2013 unter der Baunummer 768 in der Werft von Naikai Zosen Corporation in Onomichi auf Kiel gelegt und am 16. Februar 2014 ausgedockt. Nach der Ablieferung an Uwajima Unyu Ferries am 29. Mai 2014 nahm sie am 4. Juni den Fährdienst von Yawatahama nach Beppu sowie nach Usuki auf. Auf der Yawatahama-Beppu-Strecke ergänzte das Schiff die 2001 in Dienst gestellte Ehime, welche 2022 durch den Neubau Reimei Maru ersetzt wurde. Gemeinsam bieten beide Schiffe sechs Hin- und Rückfahrten pro Tag an. Für beide Strecken benötigt die Akatsuki Maru ungefähr drei Stunden.
Äußerlich ist die Akatsuki Maru stark an die älteren Einheiten von Uwajima Unyu Ferries angelehnt, die alle ein ähnliches Design haben. Zu den Einrichtungen an Bord gehören unter anderem ein Udon-Restaurant und ein Kinderspielzimmer. Die Passagiere sind in Kabinen der Ersten und Zweiten Klasse untergebracht. Die teuersten, besonders großen Kabinen an Bord werden als „Spezialräume“ bezeichnet. Auf dem Fahrzeugdeck befindet sich eine Ladestation für Elektroautos, zudem wird die Maschinenanlage der Fähre von der Reederei als besonders ökologisch bezeichnet. Die Innenausstattung des Schiffes ist im klassischen Stil mit viel Holz gehalten.